# Federazione delle associazioni italiane dei complessi turistico ricettivi all'aperto
La Federazione delle associazioni italiane dei complessi turistico ricettivi all'aperto o FederCamping, in acronimo FAITA,  è un'associazione di categoria che rappresenta gli interessi degli operatori che gestiscono i campeggi e i villaggi turistici italiani.
Nata nel 1966, si propone di promuovere e commercializzare il turismo open air. Conta oltre 2000 associati su un totale di 2370 imprese ricettive all'aria aperta. È presente in ambito locale tramite 18 associazioni regionali. La FAITA aderisce a livello nazionale alla Confcommercio (Confederazione generale italiana del commercio, del turismo e dei servizi) organizzazione delle imprese del settore terziario e ne rappresenta insieme a Federalberghi, Fiavet, FIPE e Rescasa il settore turismo (Confturismo).
L'offerta open air italiana è costituita da 1,3 milioni di posti letto per giorno in 2370 aziende e registra una media annua di circa 70 milioni di presenze. Il comparto dà impiego a 43.000 addetti e genera un giro d'affari, indotto compreso, intorno ai 2,5 miliardi di euro annui.